# Parafia Opieki Matki Bożej w Woolloongabbie
Parafia Opieki Matki Bożej w Woolloongabbie – parafia rzymskokatolicka, należąca do archidiecezji Brisbane.